# Aldo Vallone

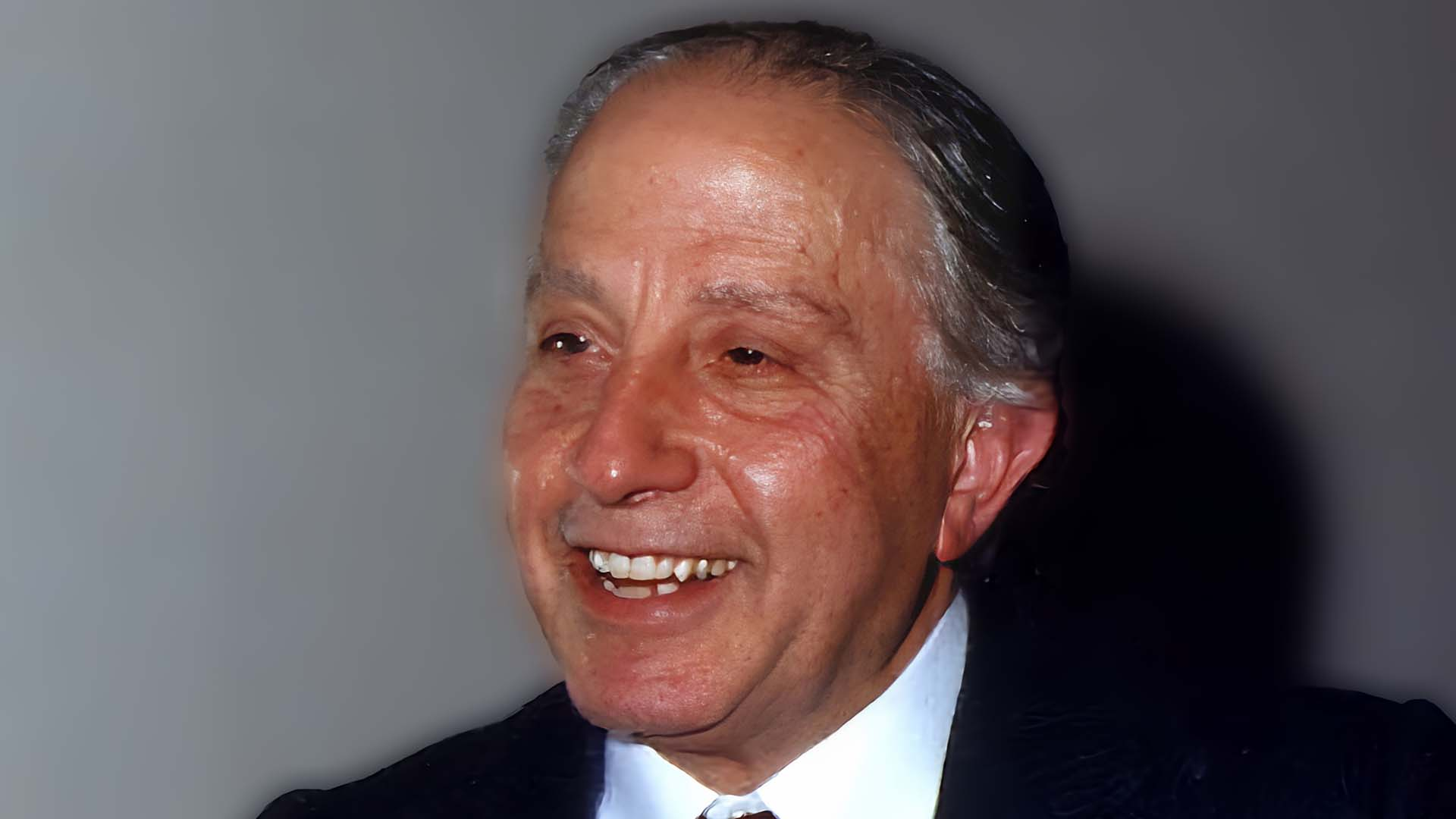
Aldo Vallone

Aldo Vallone (Galatina, 1º novembre 1916 – Galatina, 23 giugno 2002) è stato un italianista e filologo italiano.

## Biografia
Dopo gli studi liceali in Galatina, nel Salento, studiò a Torino, dove si laureò nel 1940 con Francesco Pastonchi, sentendosi in realtà allievo di Arturo Farinelli.
Fu docente nei licei, preside e poi provveditore agli studi e ispettore del Ministero della pubblica istruzione. Divenuto poi professore incaricato presso la facoltà di Magistero di Lecce, fu in seguito ordinario in quella di Bari, e infine passò alla Facoltà di Lettere e Filosofia dell'Università di Napoli, della quale fu nominato Professore Emerito.
"Accanto ad altri temi ha sviluppato con assiduità lo studio dell'opera dantesca". La sua produzione scientifica è larghissima e conta più di 750 titoli, ma può suddividersi in alcuni filoni principali, ed anzitutto quello degli studi danteschi che costituiscono il suo contributo più ricco e articolato, e fanno di lui uno dei maggiori dantisti del Novecento. Restano esemplari del suo pensiero il saggio del 1966 su Il latino di Dante e gli Studi su Dante medievale, pubblicato nel 1965 da Olschki, che già era stato, e sarà anche in seguito, editore di suoi lavori su Dante, e sulla storia della critica dantesca. Segnano un punto di riflessione e di larga sintesi il volume su Dante, edito nel 1971 dalla Vallardi nella collana della Storia letteraria d'Italia, poi più volte ristampato, e i due corposi volumi di Storia della critica dantesca, editi nel 1981 ancora dalla Vallardi nella medesima collana. Deve essere anche indicata una fortunata edizione scolastica della Commedia, edita (1985-1988) da Ferraro a Napoli e curata con l'allievo Luigi Scorrano. Ha diretto per diversi decenni, insieme a Bruno Nardi, la rivista romana di studi danteschi L'Alighieri. 
Tra il 1986 e il 1987 collaborò per la RAI a una lettura televisiva della "Commedia", di notevole successo,  articolata in un commento di ogni singolo canto proposta da dantisti insigni, tra i quali, con Vallone, Giorgio Petrocchi, Silvio Pasquazi e altri, e seguita poi dalla lettura del canto medesimo ad opera di famosi attori come Giorgio Albertazzi, Giancarlo Sbragia ed Enrico Maria Salerno.
Interesse egualmente vigile Vallone ha rivolto all'Ottocento (in particolare al Foscolo) e alla poesia e alla prosa del Novecento, con studi sui Crepuscolari, su Pirandello, e vari saggi sulla 'poesia italiana contemporanea'. I suoi corsi napoletani su La condizione operaia (1973) e La condizione impiegatizia (1974) nel romanzo novecentesco restano esemplari di un approccio non ideologico alla storia letteraria. Largo è stato il suo interesse alla storia della letteratura meridionale intesa in nesso dialettico, ma unitario, con la letteratura toscana: se ne può considerare frutto sintetico, dopo molti saggi e scritti analitici, la grande Storia della letteratura meridionale del 1996.
Non minore attenzione Vallone ha dedicato alla letteratura della sua terra d'origine, il Salento. Nel 1959, incaricato nel neonato ateneo leccese, pubblicava dei pionieristici Studi e ricerche di letteratura salentina, subito indicati come adesione, e lo erano, all'idea d'una letteratura regionale avanzata allora dal Dionisotti, ma che restano anche legati al modello della critica stilistica ed estetica e in particolare del Croce, con il quale il Vallone giovane fu in frequente contatto. Vanno indicati anche i due sostanziosi volumi sugli Illuministi salentini, editi nel 1983 e 1984 nella Biblioteca di cultura salentina di M. Marti e D. Valli. Una raccolta di Scritti salentini e pugliesi è stata edita, postuma, nel 2003, a cura del figlio Giancarlo, che nel 2013 ha anche curato la ristampa degli Studi e ricerche del 1959, arricchita di scritti collegati.
Un bilancio critico della sua produzione scientifica è affidato a scritti di vari autori, ed è stato delineato sinteticamente nel volume La "bella scola" federiciana di Aldo Vallone, a cura di Pasquale Sabbatino (Napoli, Edizioni Scientifiche Italiane, 2007).

## Opere principali
- Il romanzo italiano dalla Scapigliatura alla Ronda, Genova, Emiliano degli Orfini, 1942 pp. 300 (“Biblioteca della Nuova Cultura”, dir. da A. Farinelli).
- Genesi e formazione letteraria dei “Sepolcri”, Asti, Arethusa, 1946, pp. 173
- Gli studi danteschi dal 1940 al 1949, Firenze, Olschki, 1950, pp. XVI-141 (“Biblioteca di Bibliografia Italiana”).
- La ‘cortesia’ dai Provenzali a Dante, Palermo, Palumbo, 1950 pp. 107 (“Biblioteca di cultura moderna”).
- La critica dantesca contemporanea, Pisa, Nistri-Lischi, 1953 pp. 302 (“Saggi di varia umanità”. Coll. dir. da F. Flora).
- Studi sulla “Divina Commedia”, Firenze, Olschki, 1955, pp. 175
- Linea della poesia foscoliana, Firenze, Olschki, 1957, pp. 175
- La critica dantesca nell'Ottocento, Firenze, Olschki, 1958, pp. 237
- Studi e ricerche di letteratura salentina, Lecce, Centro di Studi Salentini, 1959, pp. 205
- I crepuscolari, Palermo, Palumbo, 1960, pp. 140. (“Storia della critica”. Coll. dir. da G. Petronio, 30).
- Aspetti della poesia italiana contemporanea, Pisa, Nistri-Lischi, 1960, pp. 250
- La critica dantesca nel Settecento e altri saggi danteschi, Firenze, Olschki, 1961, pp. 245
- Profilo di Pirandello, Roma, Dialoghi, 1962, pp. 131
- La prosa della “Vita Nuova”, Firenze, Le Monnier, 1963,  pp. 75
- Ludovico Ariosto, Opere minori, a c. di A. Vallone, Milano, Rizzoli, 1964,  pp. 853
- Studi su Dante medievale, Firenze, Olschki, 1965, pp. 275
- Aspetti dell'esegesi dantesca nei secoli XVI e XVII attraverso testi inediti, Lecce, Milella, 1966, pp. 247 (“Collezione di studi e testi”, dir. da M. Marti e A. Vallone, 1).
- Il latino di Dante, “Rivista di Cultura Classica e Medievale”, VIII,  1966, pp. 119-204.
- La prosa del “Convivio”, Firenze, Le Monnier, 1967, pp. 85 (“Bibliotechina del “Saggiatore””, dir. da B. Migliorini, 26)
- L'interpretazione di Dante nel Cinquecento, Firenze, Olschki, 1969, pp. 306
- Dante, Milano, Vallardi, 1971, pp. 626 (“Storia letteraria d'Italia”).
- Lettura interna delle “Rime” di Dante, Roma, Signorelli, 1972,  pp. 127 (“Bibliotechina di studi danteschi”, dir. da A. Vallone, 1).
- La condizione operaia nel romanzo italiano d'oggi. Antologia di testi letterari e critici per esercitazioni universitarie, Napoli, Loffredo, 1973, pp. 422.
- La condizione impiegatizia nel romanzo italiano contemporaneo. Antologia di testi letterari e critici, Napoli, Loffredo, 1974, pp. 612.
- Interpretazione della poesia leopardiana, Napoli, Liguori, 1974. pp. 457
- La critica dantesca nell'Ottocento, Firenze, Olschki, 1976, pp. 237
- Le “Grazie” nella storia della poesia foscoliana, Napoli, Liguori, 1977, pp. 326.
- Civiltà meridionale. Studi di storia letteraria napoletana, Napoli, Giannini, 1978, pp. VIII, 505 (“Geminae ortae”, dir. da R. Franchini)
- Condizioni e condizionamenti nel romanzo italiano del Novecento, Napoli, Liguori, 1980, pp. 256.
- Storia della critica dantesca dal XIV al XX secolo, Milano, Vallardi, 1981, voll. 2, pp. III, 1146 (“Storia letteraria d'Italia”).
- Nuovi studi di storia letteraria napoletana, Napoli, Ferraro, 1982, pp. 325. (“Collana di Studi storici e letterari” dir. da A. Vallone).
- Modello e antimodello nella narrativa napoletana, “Nord e Sud”, XXIX, 18, 1982, pp. 115-129;
- Illuministi e riformatori salentini. T. e F. Briganti e altri minori, Lecce, Milella, 1983, pp. 612 (“Biblioteca di cultura salentina”, dir. da M. Marti).
- Palmieri, Astore, Milizia e altri minori, Lecce, Milella, 1984, pp. 556 (“Biblioteca di cultura salentina” dir. da M.Marti).
- Profili e problemi del dantismo otto-novecentesco, Napoli, Liguori, 1985, pp. 450 (“Collana di testi e di critica” dir. da G. Petrocchi,
- Cultura e memoria in Dante, Napoli, Guida, 1988, pp. 121 (“Interventi”, coll. dir. da A. Villani)
- Strutture e modulazioni nella “Divina Commedia”, Firenze, Olschki 1990, pp. 226 (“Biblioteca dell'“Archivum Romanicum”)
- Percorsi danteschi, Firenze, Le Lettere (Quaderni degli “Studi danteschi”), 1991, pp. 240.
- Momenti e temi di cultura napoletana, Napoli, Ferraro, 1991, pp. 227 (“Collana di Studi storici e letterari” dir. da A. Vallone).
- Livelli di critica e prosa. Studi da Baretti a Flora, Modena, Mucchi, 1992, pp. 190.
- Prosa tra dottrina e invenzione ed altri saggi, Napoli, Ferraro, 1994, pp. 173 (“Collana di Studi storici e letterari” dir. da A. Vallone).
- Storia della letteratura meridionale, Napoli, CUEN, 1996, pp. 816.
- Scritti salentini e pugliesi. Galatina, Congedo, 2003,  pp. XCII, 484, a cura e con introduzione di G. Vallone.
- Studi e ricerche di letteratura salentina, Galatina, Congedo, 20122, pp. XV, 331 a cura e con introduzione di G. Vallone.

## Onorificenze
- Ufficiale dell'Ordine al Merito della Repubblica Italiana (Decr. Pres. Rep. 2 giugno 1966).
- Commendatore dell'Ordine al Merito della Repubblica Italiana (Decr. Pres. Rep. 2 giugno 1968).
- Medaglia d'oro Benemeriti della Scuola della Cultura e dell'Arte (Decr.Presid. Rep. 2 giugno 1973).